# Leuciscus bergi
Leuciscus bergi és una espècie de peix cipriniforme de la família dels ciprínids que es troba al Kirguizstan.